# Liste der Vizegouverneure von Illinois

Juliana Stratton, derzeitige Vizegouverneurin von Illinois

Das Amt des Vizegouverneurs von Illinois (Lieutenant Governor of Illinois) wurde im Zuge der Umwandlung des Territoriums zu einem Bundesstaat der Vereinigten Staaten geschaffen. Der Vizegouverneur wird als Running Mate des Gouverneurs zusammen mit diesem gewählt. Bis zur Verfassungsänderung von 1970 wurden beide Ämter in separaten Wahlen bestimmt. Dadurch kam es drei Mal vor, dass der Vizegouverneur und der Gouverneur von Illinois aus unterschiedlichen Parteien kamen. Lediglich Paul M. Simon wurde von der Gegenpartei gewählt.
Das Vizegouverneursamt war, wie in anderen Bundesstaaten der USA ebenfalls, über die Zeit mehrfach unbesetzt, entweder da der Amtsinhaber selbst vorzeitig aus dem Amt schied oder die Nachfolge eines frühzeitig ausgeschiedenen Gouverneurs übernehmen musste, was zuletzt erst 2009 durch den gegenwärtigen Gouverneur Pat Quinn geschah, der in das Gouverneursamt aufrückte. Da Besetzung des Amtes von der Verfassung des Bundesstaates nur durch eine Volkswahl vorgesehen ist, konnte also das Amt des Vizegouverneurs nicht nachträglich neu besetzt werden. Vorgezogene Neuwahlen, wie beispielsweise in Ländern und Gliedstaaten mit einem parlamentarischen Regierungssystem, sind in den Vereinigten Staaten sowohl auf Bundesebene als auch auf den allermeisten Bundesstaatsebenen nicht vorgesehen. Im Fall Pat Quinns konnte also der vakante Posten des stellvertretenden Staatschefs erst nach der nächsten planmäßigen Gouverneurswahl im November 2010 wiederbesetzt werden.
| Name                       | Amtszeit  | Partei                | Bemerkungen |
| -------------------------- | --------- | --------------------- | --- |
| Pierre Menard              | 1818–1822 | Democratic Republican | |
| Adolphus Hubbard           | 1822–1826 | Democratic Republican | |
| William Kinney             | 1826–1830 | Demokrat              | Gouverneur Ninian Edwards war Mitglied der Demokratisch-Republikanischen Partei.                                                              |
| Zadok Casey                | 1830–1833 | Demokrat              | |
| William Lee Davidson Ewing | 1833–1834 | Demokrat              | |
| vakant                     |           |                       | Die Vakanz bestand vom 17. November bis zum 5. Dezember 1834.                                                                                 |
| Alexander Jenkins          | 1834–1836 | Demokrat              | Rücktritt am 9. Dezember 1836. |
| William H. Davidson        | 1836–1838 | Demokrat              | Er bekleidete das Amt des Vizegouverneurs nur kommissarisch.                                                                                  |
| Stinson Anderson           | 1838–1842 | Demokrat              | |
| John Moore                 | 1842–1846 | Demokrat              | |
| Joseph Wells               | 1846–1849 | Demokrat              | |
| William McMurtry           | 1849–1853 | Demokrat              | |
| Gustav Körner              | 1853–1857 | Demokrat              | |
| John Wood                  | 1857–1860 | Republikaner          | |
| Thomas Marshall            | 1861–1861 | Demokrat              | Gouverneur John Wood war Mitglied der Republikanischen Partei.                                                                                |
| Francis Arnold Hoffmann    | 1861–1865 | Republikaner          | |
| William Bross              | 1865–1869 | Republikaner          | |
| John Dougherty             | 1869–1873 | Republikaner          | |
| John Lourie Beveridge      | 1873      | Republikaner          | Gouverneur Richard James Oglesby wechselte nach zehn Tagen in den US-Senat und John Lourie Beveridge übernahm seine Amtsgeschäfte.            |
| John Early                 | 1873–1875 | Republikaner          | Er bekleidete das Amt des Vizegouverneurs nur kommissarisch.                                                                                  |
| Archibald Glenn            | 1875–1877 | Demokrat              | Gouverneur John Lourie Beveridge war Mitglied der Republikanischen Partei; Glenn bekleidete das Amt des Vizegouverneurs nur kommissarisch.    |
| Andrew Shuman              | 1877–1881 | Republikaner          | |
| John Marshall Hamilton     | 1881–1883 | Republikaner          | Gouverneur Shelby Moore Cullom wechselte 1883 in den US-Senat und Hamilton übernahm seine Amtsgeschäfte.                                      |
| William Campbell           | 1883–1885 | Republikaner          | Er bekleidete das Amt des Vizegouverneurs nur kommissarisch.                                                                                  |
| John Smith                 | 1885–1889 | Republikaner          | |
| Lyman Ray                  | 1889–1893 | Republikaner          | |
| Joseph B. Gill             | 1893–1897 | Demokrat              | |
| William Northcott          | 1897–1905 | Republikaner          | Diente unter den Gouverneuren John Riley Tanner und Richard Yates.                                                                            |
| Lawrence Yates Sherman     | 1905–1909 | Republikaner          | |
| John Gillett Oglesby       | 1909–1913 | Republikaner          | |
| Barratt O’Hara             | 1913–1917 | Demokrat              | |
| John Gillett Oglesby       | 1917–1921 | Republikaner          | |
| Fred Sterling              | 1921–1933 | Republikaner          | Diente unter den Gouverneuren Len Small und Louis Lincoln Emmerson.                                                                           |
| Thomas Donovan             | 1933–1937 | Demokrat              | |
| John Henry Stelle          | 1937–1940 | Demokrat              | Nach dem Tod von Gouverneur Henry Horner übernahm er das Amt des Gouverneurs.                                                                 |
| vakant                     |           |                       | Die Vakanz bestand vom 6. Oktober 1940 bis zum 13. Januar 1941.                                                                               |
| Hugh W. Cross              | 1941–1949 | Republikaner          | |
| John Sherwood Dixon        | 1949–1953 | Demokrat              | |
| John William Chapman       | 1953–1961 | Republikaner          | |
| Samuel Harvey Shapiro      | 1961–1968 | Demokrat              | Trat am 21. Mai 1968 zurück, um die Stelle am Bundesberufungsgericht anzutreten.                                                              |
| vakant                     |           |                       | Die Vakanz bestand vom 21. Mai 1968 bis zum 13. Januar 1969.                                                                                  |
| Paul Martin Simon          | 1969–1973 | Demokrat              | Gouverneur Richard B. Ogilvie war Mitglied der Republikanischen Partei.                                                                       |
| Neil Hartigan              | 1973–1977 | Demokrat              | |
| David C. O’Neal            | 1977–1981 | Republikaner          | Rücktritt am 31. Juli 1981. |
| vakant                     |           |                       | Die Vakanz bestand vom 31. Juli 1981 bis zum 10. Januar 1983.                                                                                 |
| George Homer Ryan          | 1983–1991 | Republikaner          | |
| Robert W. Kustra           | 1991–1998 | Republikaner          | Rücktritt am 1. Juli 1998. |
| vakant                     |           |                       | Die Vakanz bestand vom 1. Juli 1998 bis zum 11. Januar 1999.                                                                                  |
| Corinne J. Wood            | 1999–2003 | Republikaner          | |
| Patrick Joseph Quinn       | 2003–2009 | Demokrat              | Gouverneur Rod Blagojevich wurde am 29. Januar 2009 durch den Senat von Illinois seines Amtes enthoben, so dass Pat Quinn ihm ins Amt folgte. |
| vakant                     |           |                       | Die Vakanz bestand vom 29. Januar 2009 bis zum 10. Januar 2011.                                                                               |
| Sheila J. Simon            | 2011–2015 | Demokratin            | |
| Evelyn Sanguinetti         | 2015–2019 | Republikanerin        | |
| Juliana Stratton           | seit 2019 | Demokratin            | |